# Alisson Safira
Alisson Pelegrini Safira (Foz do Iguaçu, 17 marzo 1995) è un calciatore brasiliano, attaccante del Cuiabá, in prestito dal Santa Clara.

## Caratteristiche tecniche
È un'ala destra.

## Carriera
Ha esordito in Série A il 9 settembre 2019 disputando con il CSA l'incontro vinto 2-0 contro la Chapecoense.
L'8 gennaio 2024 si trasferisce a titolo definitivo al Santa Clara.

## Palmarès

### Club

#### Competizioni regionali
- Primeira Liga: 1

Londrina: 2017

#### Competizioni nazionali
- Liga Portugal 2: 1

Santa Clara: 2023-2024